# Manglobe
Manglobe Inc. (jap. 株式会社マングローブ Kabushiki-gaisha Mangurōbu) – japońskie studio anime. Zostało założone 7 lutego 2002 roku przez producentów studia Sunrise – Shin'ichirō Kobayashiego i Takashiego Kochiyamę. Studio zbankrutowało we wrześniu 2015.

## Produkcje

### Seriale telewizyjne
| Tytuł                                        | Reżyser(zy)                 | Początek pierwszej emisji | Koniec pierwszej emisji | Liczba odcinków | Przypisy |
| -------------------------------------------- | --------------------------- | ------------------------- | ----------------------- | --------------- | -------- |
| Samurai Champloo                             | Shin’ichirō Watanabe        | 20 maja 2004              | 19 marca 2005           | 26              | [ 2 ]    |
| Ergo Proxy                                   | Shūkō Murase                | 25 lutego 2006            | 12 sierpnia 2006        | 23              | [ 3 ]    |
| Michiko to Hatchin                           | Sayo Yamamoto               | 15 października 2008      | 18 marca 2009           | 22              | [ 4 ]    |
| Seiken no Blacksmith                         | Masamitsu Hidaka            | 3 października 2009       | 19 grudnia 2009         | 12              | [ 5 ]    |
| Saraiya goyō                                 | Tomomi Mochizuki            | 15 kwietnia 2010          | 1 lipca 2010            | 12              | [ 6 ]    |
| Kami nomi zo shiru sekai                     | Shigehito Takayanagi        | 6 października 2010       | 22 grudnia 2010         | 12              | [ 7 ]    |
| Deadman Wonderland                           | Kōichirō Hatsumi            | 17 kwietnia 2011          | 3 lipca 2011            | 12              | [ 8 ]    |
| Kami nomi zo shiru sekai II                  | Shigehito Takayanagi        | 12 kwietnia 2011          | 28 czerwca 2011         | 12              | [ 9 ]    |
| Mashiroiro Symphony                          | Eiji Suganuma               | 5 października 2011       | 21 grudnia 2011         | 12              | [ 10 ]   |
| Hayate no gotoku! Can't Take My Eyes Off You | Masashi Kudō                | 4 października 2012       | 20 grudnia 2012         | 12              | [ 11 ]   |
| The Unlimited: Hyōbu Kyōsuke                 | Shishō Igarashi             | 7 stycznia 2013           | 25 marca 2013           | 12              | [ 12 ]   |
| Karneval                                     | Eiji Suganuma               | 3 kwietnia 2013           | 26 czerwca 2013         | 13              | [ 13 ]   |
| Hayate no gotoku! Cuties                     | Masashi Kudō                | 8 kwietnia 2013           | 1 lipca 2013            | 12              | [ 14 ]   |
| Kami nomi zo shiru sekai: Megami-hen         | Satoshi Ōsedo               | 8 lipca 2013              | 23 września 2013        | 12              | [ 15 ]   |
| Samurai Flamenco                             | Takahiro Omori              | 10 października 2013      | 27 marca 2014           | 22              | [ 16 ]   |
| Gangsta                                      | Shūkō Murase Kōichi Hatsumi | 1 lipca 2015              | 27 września 2015        | 12              | [ 17 ]   |

### Inne
- Trip Trek (ONA, 2003)
- Sengoku BASARA (gra – przerywniki filmowe, 2005)
- Piekło Dantego: Epicka animacja „Limbo” (film, 2010)
- Hayate no gotoku!! Heaven is a Place on Earth (film, 2011)
- Shinken zemi kōkō kōza (OVA, 2012)
- Gyakusatsu kikan (film, 2017; po bankructwie produkcja przejęta przez Geno Studio )